# James Garton
James Garton (sinh năm 1887) là một cầu thủ bóng đá người Anh thi đấu ở vị trí tiền đạo.

## Sự nghiệp
Garton thi đấu cho Kettering Town và Bradford City.
Đối với Bradford City ông có 11 lần ra sân ở Football League.